# Cafè Kona
El cafè Kona –en anglès, Kona coffee– és el nom comercial per al cafè (de l'espècie Coffea arabica) cultivat en els vessants dels volcans Hualālai i Mauna Loa, als Districtes Nord i Sud de Kona de l'estat de Hawaii, dels Estats Units, dins l'illa Hawaii. Resulta un dels cafès més cars del món. Només el cafè cultivat al districte Kona es pot anomenar Kona. El clima de matins assolellats, núvols o pluges a la tarda, poc vent i nits suaus, combinat amb sòls volcànics i porosos, i rics en nutrients, creen condicions favorables per al cultiu del cafè. En idioma hawaià el nom per al cafè és kope.

## Història

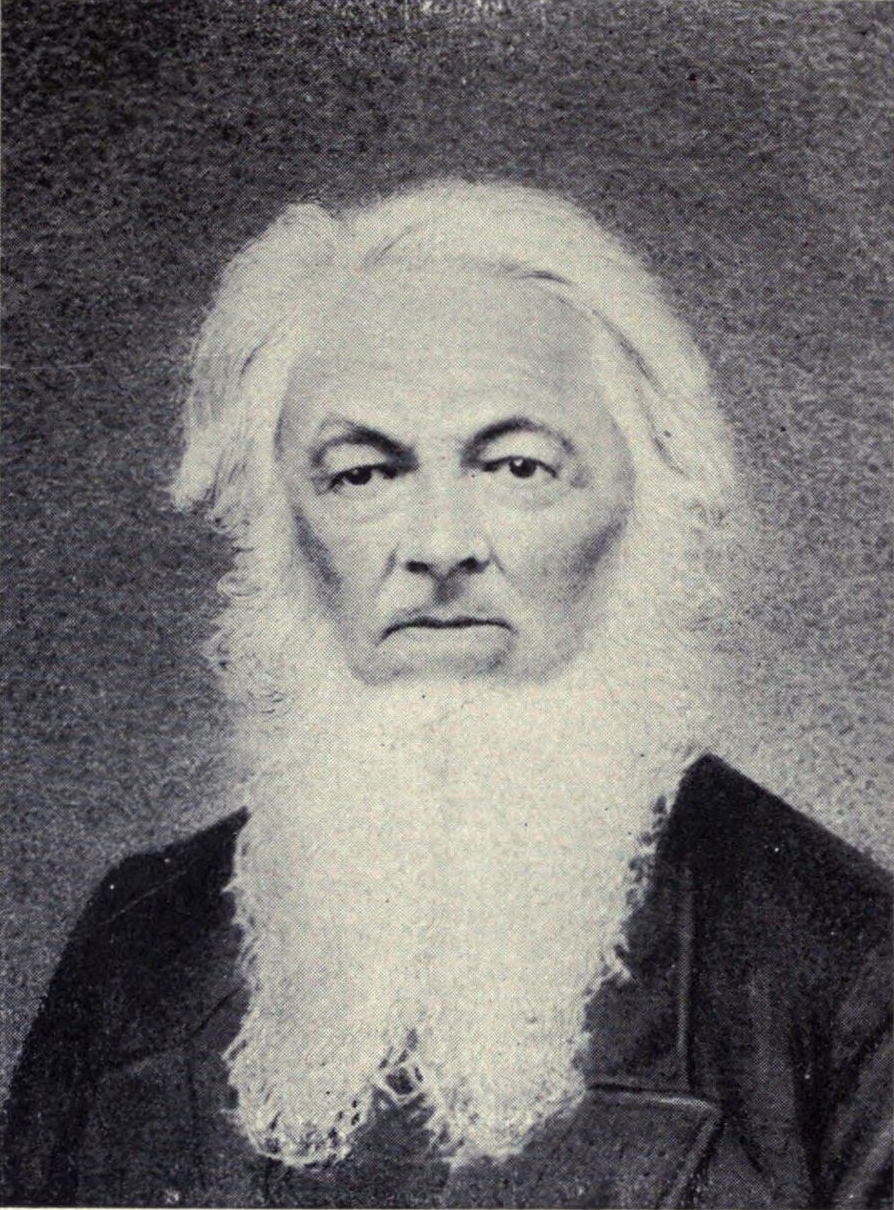
Samuel Ruggles va portar el cafè al districte de Kona el 1828

El cafè va ser portat al districte de Kona el 1828 per Samuel Reverend Ruggles, d'esqueixos provinents del Brasil.:9
El mercader anglès Henry Nicholas Greenwell es traslladà a la zona i va establir la marca Kona de cafè al final del segle xix. Els antics Greenwell Store i Kona Coffee Living History Farm han passat a ser museus.
En altres parts de les illes Hawaii el cafè creixia en grans plantacions però la crisi mundial del cafè de 1899 va fer que els propietaris deixessin les plantacions en mans dels seus treballadors, la majoria dels quals provenien del Japó, cultivaven parcel·les d'entre 5 i12 acres i van produir un cafè de gran qualitat.
Aquesta tradició d'explotacions agrícoles familiars continuà a Kona. Als treballadors d'origen japonés s'hi van afegir els d'origen filipí, americà i europeu. Hi ha unes 800 explotacions de cafè, amb una mida mitjana de menys de 5 acres (20.000 m²). El 1997 la superfície total cultivada de cafè Kona era de 2.290 acres (9 km²), amb una producció de cafè verd de poc més de dos milions de lliures.

## Cultiu i processament
El cafè Kona floreix de febrer a març, les baies verdes apareixen a l'abril. Al final d'agost el fruit es torna vermell i se'n diu (cirera/"cherry") i en aquest estadi està prou madur per collir-lo. Es va collint a mà amb diverses passades entre agost i gener. Cada arbre dona 15 lliures de cireres, que en resulta unes dues lliures de cafè torrat.
El cafè Kona es classifica segons la llavor. El tipus I consta de dues llavors per cirera, plana en un costat i oval per l'altra. El tipus II consta d'una llavor rodona per cirera cosa que es coneix com a peaberry. Els graus de Type I Kona són:Kona Extra Fancy, Kona Fancy, Kona Number 1, Kona Select, i Kona Prime. Els graus de tipus II (Type II Kona) són: Peaberry Number 1 i Peaberry Prime. El grau Number 3 no es pot etiquetar com cafè "Kona".
Davant d'una infestació de nematodes de les arrels, el 2001, elportampelt de l'espècie Coffea liberica, que és resitent a nematodes, va ser empeltat amb Coffea arabica varietat 'Guatemala' per fer una planta resistent als nematodes i a la vegada productora de ccafè de qualitat.

## Mescles de Kona
Degut a l'alt preu i escassedat del cafè Kona es comercialitzen també les seves mescles (en anglès:"Kona Blends"). No combinen diferents cafès Kona sinó cafè de Colòmbia amb cafè Kona, cafè delBrail o altres cafès estrangers. Normalment només contenen el mínim requerit de 10% de cafè Kona. Per ser considerat cafè Kona autèntic les autoritats Hawaianes exigeixen que figuri etiquetat amb "100% Kona".